# تيرا كوبي
تيرا كوبي  (بالإنجليزية: TeraCopy) هي أداة مساعدة لنقل ملفات فريميوم صُممت كبديل لميزة نقل الملفات المضمنة في ويندوز ملفات. ينصب تركيزه على سلامة البيانات وموثوقية نقل الملفات والقدرة على إيقاف أو استئناف عمليات نقلها.

## التصميم
يستخدم برنامج تيرا كوبي المخازن المؤقتة المعدلة ديناميكيًا لتقليل أوقات البحث. تعمل النسخ غير المتزامنة على تسريع نقل الملفات بين محركي أقراص ثابتة فعليين. يمكن إيقاف العمليات مؤقتًا أو استئنافها.

## الاستخدام والميزات التقنية
يُستخدم برنامج تيرا كوبي على نطاق واسع في البيئات التي تتطلب نقل كميات كبيرة من البيانات أو التعامل مع ملفات حساسة تتطلب تحققًا من السلامة أثناء النقل. يوفر البرنامج إمكانيات مثل الإيقاف المؤقت والاستئناف، وتخطي الملفات التالفة دون إيقاف العملية بالكامل، بالإضافة إلى دعم حسابات التحقق من صحة الملفات (CRC وSHA-1). كما يتكامل البرنامج مع مستكشف ملفات ويندوز، مما يسمح باستخدامه كأداة النسخ الافتراضية. وتُعتبر هذه الميزات مفيدة بشكل خاص لمهندسي نظم المعلومات، ومستخدمي وسائط التخزين الخارجية، ولمن يعملون في مجالات النسخ الاحتياطي أو إدارة الملفات الضخمة.